# 2007年のパシフィック・リーグクライマックスシリーズ
2007年のパシフィック・リーグクライマックスシリーズでは、2007年（平成19年）10月8日から10月18日にかけて行われたプロ野球パシフィック・リーグのクライマックスシリーズである。
クライマックスシリーズは日本選手権シリーズ出場権を懸けたプレーオフトーナメントである。冠スポンサーはヨドバシカメラで「ヨドバシカメラ クライマックス パ」と銘打って開催した。

## 概要

### 第1ステージ
- レギュラーシーズン第2位の千葉ロッテマリーンズと同3位の福岡ソフトバンクホークスとの間で3戦2勝勝ち抜け制で対戦。
- 会期:10月8日から10月10日
- 球場:千葉マリンスタジアム

### 第2ステージ
- レギュラーシーズン優勝の北海道日本ハムファイターズと第1ステージ勝利チームとの間で5戦3勝勝ち抜け制で対戦し、勝利チームが日本シリーズのパ・リーグ代表権を得る。
- 会期:10月13日から10月18日（10月17日休養日）
- 球場:札幌ドーム

### スポンサー
- 特別協賛:ヨドバシカメラ
- 協賛:第一生命保険・スカイパーフェクTV!

### トーナメント表
|  | 1stステージ（準決勝） | 1stステージ（準決勝） |                         |       | 2ndステージ（決勝） | 2ndステージ（決勝） |
|  |                       |                       |                         |       |                     |                     |
|  |                       |                       |                         |       |                     |                     |
|  |                       |                       |                         |       |                     |                     |
|  |                       |                       |                         |       |                     |                     |
|  |                       |                       | （5戦3勝制） 札幌ドーム |       |                     |                     |
|  |                       |                       |                         |       |                     |                     |
|  | 日本ハム              | ○●○●○                 |                         |       |                     |                     |
|  | 日本ハム              | ○●○●○                 | （3戦2勝制） 千葉マリン |       |                     |                     |
|  |                       |                       | ロッテ                  | ●○●○● |                     |                     |
|  | ロッテ                | ○●○                   | ロッテ                  | ●○●○● |                     |                     |
|  | ロッテ                | ○●○                   |                         |       |                     |                     |
|  | ソフトバンク          | ●○●                   |                         |       |                     |                     |
|  | ソフトバンク          | ●○●                   |                         |       |                     |                     |
|  |                       |                       |                         |       |                     |                     |
|  |                       |                       |                         |       |                     |                     |
|  |                       |                       |                         |       |                     |                     |
|  |                       |                       |                         |       |                     |                     |

## ルールの変更点
- クライマックスの成績はリーグ戦順位に影響しない（リーグ戦の順位はレギュラーシーズン144試合終了時の成績で決める）
  - また個人賞についても過去のプレーオフと同様レギュラーシーズンの成績を原則として繰り越さない。
  - 但し、クライマックス優勝チーム表彰と、各ステージの優秀個人賞の表彰は別途行うこととする。
- 第2ステージにシードされた1位チームに対するアドバンテージ（1勝分）は行わない。
- 第1ステージ勝ち上がりチームのホームゲーム開催は行わない。

## その他のルール
- 延長戦 レギュラーシーズンと同様12回までで、同点の場合は引き分け（再試合なし）とする。
- 勝ち抜け方法
  - 第1ステージは3戦2勝とするが、引き分けがあり1勝1敗1分けや3分けとなった場合はレギュラーシーズン2位チーム（この場合は千葉ロッテ）が第2ステージ進出とする。
  - 第2ステージは5戦3勝制とするが、引き分けがあり2勝2敗1分けや1勝1敗3分けなどとなった場合はレギュラーシーズン優勝チーム（この場合は北海道日本ハム）が優勝となり日本シリーズ進出とする。
- 選手登録 8月31日までの時点での支配下登録選手で、なおかつその後も続けてその球団に支配下登録されている選手に限る。
- 審判は通常の球審・塁審に加え、外野審判を加えた6名制とする。

## 試合結果

### 第1ステージ
ロッテが第1戦・第3戦を制し、2勝1敗で第2ステージへ進出。ソフトバンクは4年連続でプレーオフ敗退となった。過去3年は第2ステージ（決勝）で敗退してきたが、第1ステージ敗退は4年目で初となった。

#### 第1戦
10月8日 ○ロッテ8－4ソフトバンク● （千葉マリン）
|              | 1 | 2 | 3 | 4 | 5 | 6 | 7 | 8 | 9 | R | H | E |
| ------------ | - | - | - | - | - | - | - | - | - | - | - | - |
| ソフトバンク | 0 | 0 | 3 | 1 | 0 | 0 | 0 | 0 | 0 | 4 | 5 | 0 |
| ロッテ       | 0 | 0 | 3 | 2 | 1 | 1 | 0 | 1 | x | 8 | 9 | 1 |

1. 勝利：渡辺俊（1勝）
2. 敗戦：斉藤和（1敗）
3. 本塁打
ロ：オーティズ1号
4. * 開始 13時00分  観衆 30,010人  時間 3時間30分
  - 審判 球審＝柳田 塁審＝山本隆、秋村、中村 外審＝川口、津川

オーダー
| ソフトバンク | ソフトバンク | ソフトバンク |
| 打順         | 守備         | 選手         |
| ------------ | ------------ | ------------ |
| 1            | [二]         | 本多         |
| 2            | [遊]         | 川崎         |
| 3            | [指]         | 松中         |
| 4            | [三]         | 小久保       |
| 5            | [右]         | 柴原         |
| 6            | [左]         | 大村         |
| 7            | [中]         | 多村         |
| 8            | [一]         | 本間         |
| 9            | [捕]         | 的場         |
|              | 打           | アダム       |
|              | 捕           | 田上         |

| ロッテ | ロッテ | ロッテ     |
| 打順   | 守備   | 選手       |
| ------ | ------ | ---------- |
| 1      | [遊]   | TSUYOSHI   |
| 2      | [中]   | 早川       |
| 3      | [二]   | オーティズ |
| 4      | [右]   | サブロー   |
| 5      | [捕]   | 里崎       |
| 6      | [左]   | 大松       |
|        | 走左   | 大塚       |
| 7      | [指]   | ベニー     |
| 8      | [一]   | 福浦       |
| 9      | [三]   | 今江       |

- 投手

ソ： ●斉藤和（4回）－柳瀬（1回1/3）－藤岡（1回2/3）－篠原（1回）
ロ： ○渡辺俊（9回）

#### 第2戦
10月9日 ●ロッテ3－8ソフトバンク○ （千葉マリン）
|              | 1 | 2 | 3 | 4 | 5 | 6 | 7 | 8 | 9 | R | H  | E |
| ------------ | - | - | - | - | - | - | - | - | - | - | -- | - |
| ソフトバンク | 2 | 4 | 0 | 1 | 1 | 0 | 0 | 0 | 0 | 8 | 15 | 0 |
| ロッテ       | 0 | 0 | 1 | 0 | 0 | 0 | 2 | 0 | 0 | 3 | 7  | 0 |

1. 勝利：杉内（1勝）
2. 敗戦：小林宏（1敗）
3. 本塁打
ソ：松中1号、ブキャナン1号
ロ：福浦1号
4. * 開始 18時16分  観衆 29,411人  時間 3時間13分
  - 審判 球審＝秋村 塁審＝川口、津川、山本隆 外審＝柳田、中村

オーダー
| ソフトバンク | ソフトバンク | ソフトバンク |
| 打順         | 守備         | 選手         |
| ------------ | ------------ | ------------ |
| 1            | [遊]         | 川崎         |
| 2            | [二]         | 本多         |
| 3            | [指]         | 松中         |
| 4            | [三]一       | 小久保       |
| 5            | [左]         | 大村         |
|              | 左           | 辻           |
| 6            | [捕]         | 田上         |
| 7            | [中]         | 多村         |
| 8            | [一]         | ブキャナン   |
|              | 三           | 松田         |
| 9            | [右]         | 柴原         |

| ロッテ | ロッテ | ロッテ     |
| 打順   | 守備   | 選手       |
| ------ | ------ | ---------- |
| 1      | [遊]   | TSUYOSHI   |
| 2      | [中]   | 早川       |
| 3      | [指]   | 竹原       |
|        | 打指   | 大松       |
| 4      | [右]   | サブロー   |
| 5      | [捕]   | 里崎       |
| 6      | [左]   | ベニー     |
| 7      | [二]   | オーティズ |
| 8      | [一]   | 福浦       |
| 9      | [三]   | 今江       |

- 投手

ソ： ○杉内（7回）－水田（1回）－馬原（1回）
ロ： ●小林宏（1回1/3）－高木（0回1/3）－小宮山（3回）－藤田（1回1/3）－荻野（1回）－川崎（1回）－小林雅（1回）

#### 第3戦
10月10日 ○ロッテ4－0ソフトバンク● （千葉マリン）
|              | 1 | 2 | 3 | 4 | 5 | 6 | 7 | 8 | 9 | R | H | E |
| ------------ | - | - | - | - | - | - | - | - | - | - | - | - |
| ソフトバンク | 0 | 0 | 0 | 0 | 0 | 0 | 0 | 0 | 0 | 0 | 5 | 0 |
| ロッテ       | 0 | 0 | 0 | 0 | 0 | 4 | 0 | 0 | x | 4 | 6 | 0 |

1. 勝利：成瀬（1勝）
2. 敗戦：スタンドリッジ（1敗）
3. * 開始 18時16分  観衆 30,011人  時間 3時間07分
  - 審判 球審＝中村 塁審＝柳田、川口、津川 外審＝秋村、山本隆

オーダー
| ソフトバンク | ソフトバンク | ソフトバンク |
| 打順         | 守備         | 選手         |
| ------------ | ------------ | ------------ |
| 1            | [遊]         | 川崎         |
| 2            | [二]         | 本多         |
|              | 打           | 松田         |
| 3            | [指]         | 松中         |
| 4            | [三]         | 小久保       |
| 5            | [左]         | 大村         |
| 6            | [中]         | 多村         |
| 7            | [一]         | ブキャナン   |
| 8            | [右]         | アダム       |
| 9            | [捕]         | 田上         |

| ロッテ | ロッテ | ロッテ     |
| 打順   | 守備   | 選手       |
| ------ | ------ | ---------- |
| 1      | [遊]   | TSUYOSHI   |
| 2      | [中]   | 早川       |
| 3      | [一]   | 福浦       |
| 4      | [右]   | サブロー   |
| 5      | [捕]   | 里崎       |
| 6      | [左]   | 大松       |
|        | 走左   | 大塚       |
| 7      | [二]   | オーティズ |
| 8      | [指]   | 橋本       |
| 9      | [三]   | 今江       |

- 投手

ソ： ●スタンドリッジ（5回1/3）－水田（1回2/3）－篠原（0回1/3）－藤岡（0回2/3）
ロ： ○成瀬（9回）

### 第2ステージ
北海道日本ハムファイターズが第1戦・第3戦・第5戦を制し、日本シリーズの出場権を勝ち取った。日本ハムは2年連続、前身の東映フライヤーズ時代から通算して、4回目の日本シリーズ進出となる。

#### 第1戦
10月13日 ○日本ハム5－2ロッテ● （札幌ドーム）
|          | 1 | 2 | 3 | 4 | 5 | 6 | 7 | 8 | 9 | R | H  | E |
| -------- | - | - | - | - | - | - | - | - | - | - | -- | - |
| ロッテ   | 0 | 1 | 1 | 0 | 0 | 0 | 0 | 0 | 0 | 2 | 5  | 0 |
| 日本ハム | 0 | 4 | 0 | 0 | 1 | 0 | 0 | 0 | x | 5 | 13 | 0 |

1. 勝利：ダルビッシュ（1勝）
2. 敗戦：久保（1敗）
3. * 開始 13時01分  観衆 42,222人  時間 3時間06分
  - 審判 球審＝川口 塁審＝佐藤、山本隆、丹波 外審＝柿木園、津川

オーダー
| ロッテ | ロッテ | ロッテ     |
| 打順   | 守備   | 選手       |
| ------ | ------ | ---------- |
| 1      | [遊]   | TSUYOSHI   |
| 2      | [中]   | 早川       |
| 3      | [一]   | 福浦       |
| 4      | [右]   | サブロー   |
| 5      | [捕]   | 里崎       |
| 6      | [二]   | オーティズ |
| 7      | [左]   | 大松       |
| 8      | [指]   | ベニー     |
| 9      | [三]   | 今江       |

| 日本ハム | 日本ハム | 日本ハム   |
| 打順     | 守備     | 選手       |
| -------- | -------- | ---------- |
| 1        | [中]     | 森本       |
| 2        | [二]     | 田中賢     |
| 3        | [右]     | 稲葉       |
| 4        | [指]     | セギノール |
| 5        | [左]     | 工藤       |
| 6        | [三]     | 小谷野     |
|          | 走三     | 飯山       |
| 7        | [一]     | 稲田       |
| 8        | [遊]     | 金子誠     |
| 9        | [捕]     | 鶴岡       |
|          | 打       | 髙橋       |
|          | 捕       | 中嶋       |

- 投手

ロ： ●久保－高木－小宮山－藤田－清水直
日： ○ダルビッシュ

#### 第2戦
10月14日 ●日本ハム1－8ロッテ○ （札幌ドーム）
|          | 1 | 2 | 3 | 4 | 5 | 6 | 7 | 8 | 9 | R | H  | E |
| -------- | - | - | - | - | - | - | - | - | - | - | -- | - |
| ロッテ   | 0 | 4 | 0 | 0 | 1 | 0 | 0 | 1 | 2 | 8 | 13 | 1 |
| 日本ハム | 1 | 0 | 0 | 0 | 0 | 0 | 0 | 0 | 0 | 1 | 4  | 0 |

1. 勝利：高木（1勝）
2. 敗戦：武田勝（1敗）
3. 本塁打
ロ：里崎1号、オーティズ1号、サブロー1号、里崎2号、早川1号
4. * 開始 13時00分  観衆 42,222人  時間 3時間40分
  - 審判 球審＝津川 塁審＝柿木園、佐藤、山本隆 外審＝丹波、川口

オーダー
| ロッテ | ロッテ | ロッテ     |
| 打順   | 守備   | 選手       |
| ------ | ------ | ---------- |
| 1      | [遊]   | TSUYOSHI   |
| 2      | [中]   | 早川       |
| 3      | [指]   | 竹原       |
|        | 打指   | ワトソン   |
|        | 打指   | 田中雅     |
|        | 打指   | 橋本       |
| 4      | [右]   | サブロー   |
| 5      | [捕]   | 里崎       |
| 6      | [一]二 | オーティズ |
| 7      | [左]   | ベニー     |
|        | 打左   | 大松       |
|        | 打左   | 大塚       |
| 8      | [二]   | 堀         |
|        | 打一   | 福浦       |
| 9      | [三]   | 今江       |

| 日本ハム | 日本ハム | 日本ハム   |
| 打順     | 守備     | 選手       |
| -------- | -------- | ---------- |
| 1        | [中]     | 森本       |
| 2        | [二]     | 田中賢     |
| 3        | [右]     | 稲葉       |
| 4        | [指]     | セギノール |
| 5        | [捕]     | 髙橋       |
| 6        | [左]     | 工藤       |
|          | 打左     | 川島       |
|          | 打       | 田中幸     |
|          | 左       | 紺田       |
| 7        | [三]     | 小谷野     |
| 8        | [一]     | 稲田       |
| 9        | [遊]     | 金子誠     |

- 投手

ロ： 小林宏－○高木－川崎－薮田－小林雅
日： ●武田勝－押本－萩原－山本－金森
日本ハムは、札幌ドームで開催されたポストシーズンでの連勝が6で止まった。

#### 第3戦
10月15日 ○日本ハム7－0ロッテ● （札幌ドーム）
|          | 1 | 2 | 3 | 4 | 5 | 6 | 7 | 8 | 9 | R | H  | E |
| -------- | - | - | - | - | - | - | - | - | - | - | -- | - |
| ロッテ   | 0 | 0 | 0 | 0 | 0 | 0 | 0 | 0 | 0 | 0 | 6  | 0 |
| 日本ハム | 0 | 0 | 0 | 1 | 0 | 0 | 6 | 0 | x | 7 | 13 | 0 |

1. 勝利：グリン（1勝）
2. 敗戦：渡辺俊（1敗）
3. * 開始 18時01分  観衆 42,222人  時間 3時間12分
  - 審判 球審＝丹波 塁審＝川口、柿木園、佐藤 外審＝津川、山本隆

オーダー
| ロッテ | ロッテ | ロッテ     |
| 打順   | 守備   | 選手       |
| ------ | ------ | ---------- |
| 1      | [遊]   | TSUYOSHI   |
| 2      | [中]   | 早川       |
| 3      | [一]   | 福浦       |
| 4      | [右]   | サブロー   |
| 5      | [捕]   | 里崎       |
| 6      | [二]   | オーティズ |
| 7      | [左]   | 大松       |
| 8      | [三]   | 今江       |
|        | 打     | ワトソン   |
| 9      | [指]   | 橋本       |

| 日本ハム | 日本ハム | 日本ハム   |
| 打順     | 守備     | 選手       |
| -------- | -------- | ---------- |
| 1        | [中]     | 森本       |
| 2        | [二]     | 田中賢     |
| 3        | [右]     | 稲葉       |
|          | 右       | 紺田       |
| 4        | [一]     | セギノール |
|          | 走三     | 飯山       |
| 5        | [捕]     | 髙橋       |
|          | 捕       | 中嶋       |
| 6        | [左]     | 工藤       |
| 7        | [指]     | 坪井       |
| 8        | [遊]     | 金子誠     |
| 9        | [三]一   | 稲田       |

- 投手

ロ： ●渡辺俊－藤田－久保－荻野
日： ○グリン－武田久－MICHEAL

#### 第4戦
10月16日 ●日本ハム1－5ロッテ○ （札幌ドーム）
|          | 1 | 2 | 3 | 4 | 5 | 6 | 7 | 8 | 9 | R | H  | E |
| -------- | - | - | - | - | - | - | - | - | - | - | -- | - |
| ロッテ   | 0 | 0 | 0 | 0 | 0 | 2 | 0 | 0 | 3 | 5 | 14 | 0 |
| 日本ハム | 0 | 0 | 0 | 0 | 1 | 0 | 0 | 0 | 0 | 1 | 11 | 0 |

1. 勝利：川崎（1勝）
2. 敗戦：武田勝（2敗）
3. 本塁打
ロ：里崎3号
4. * 開始 18時00分  観衆 42,222人  時間 3時間59分
  - 審判 球審＝山本隆 塁審＝津川、川口、柿木園 外審＝佐藤、丹波

オーダー
| ロッテ | ロッテ | ロッテ     |
| 打順   | 守備   | 選手       |
| ------ | ------ | ---------- |
| 1      | [遊]   | TSUYOSHI   |
| 2      | [中]   | 早川       |
| 3      | [一]   | 福浦       |
| 4      | [右]   | サブロー   |
| 5      | [捕]   | 里崎       |
| 6      | [二]   | オーティズ |
| 7      | [左]   | 大松       |
|        | 左     | 大塚       |
|        | 打     | 堀         |
|        | 左     | 代田       |
| 8      | [指]   | ベニー     |
|        | 打指   | 渡辺正     |
|        | 打指   | 橋本       |
| 9      | [三]   | 今江       |

| 日本ハム | 日本ハム | 日本ハム   |
| 打順     | 守備     | 選手       |
| -------- | -------- | ---------- |
| 1        | [中]     | 森本       |
| 2        | [二]     | 田中賢     |
| 3        | [右]     | 稲葉       |
| 4        | [指]     | セギノール |
| 5        | [捕]     | 髙橋       |
|          | 走       | 川島       |
|          | 捕       | 中嶋       |
| 6        | [左]     | 工藤       |
| 7        | [三]     | 小谷野     |
| 8        | [一]     | 稲田       |
| 9        | [遊]     | 金子誠     |
|          | 打       | 坪井       |

- 投手

ロ： 小野－○川崎－薮田－小林雅
日： スウィーニー－●武田勝－萩原－山本－武田久－MICHEAL－菊地

#### 第5戦
10月18日 ○日本ハム6－2ロッテ● （札幌ドーム）
|          | 1 | 2 | 3 | 4 | 5 | 6 | 7 | 8 | 9 | R | H  | E |
| -------- | - | - | - | - | - | - | - | - | - | - | -- | - |
| ロッテ   | 0 | 0 | 0 | 0 | 0 | 1 | 0 | 0 | 1 | 2 | 8  | 0 |
| 日本ハム | 0 | 0 | 3 | 1 | 2 | 0 | 0 | 0 | x | 6 | 11 | 0 |

1. 勝利：ダルビッシュ（2勝）
2. 敗戦：成瀬（1敗）
3. 本塁打
日：セギノール1号
4. * 開始 18時00分  観衆 42,222人  時間 3時間09分
  - 審判 球審＝佐藤 塁審＝丹波、津川、川口 外審＝柿木園、山本隆

オーダー
| ロッテ | ロッテ | ロッテ     |
| 打順   | 守備   | 選手       |
| ------ | ------ | ---------- |
| 1      | [遊]   | TSUYOSHI   |
| 2      | [中]   | 早川       |
| 3      | [一]   | 福浦       |
| 4      | [右]   | サブロー   |
| 5      | [捕]   | 里崎       |
| 6      | [二]   | オーティズ |
| 7      | [左]   | 大松       |
|        | 走     | 代田       |
| 8      | [指]   | 橋本       |
| 9      | [三]   | 今江       |

| 日本ハム | 日本ハム | 日本ハム   |
| 打順     | 守備     | 選手       |
| -------- | -------- | ---------- |
| 1        | [中]     | 森本       |
| 2        | [二]     | 田中賢     |
| 3        | [右]     | 稲葉       |
| 4        | [一]     | セギノール |
|          | 三       | 飯山       |
| 5        | [指]     | 髙橋       |
| 6        | [左]     | 工藤       |
| 7        | [三]一   | 小谷野     |
| 8        | [遊]     | 金子誠     |
| 9        | [捕]     | 鶴岡       |
|          | 捕       | 中嶋       |

- 投手

ロ： ●成瀬－小林宏－清水直－荻野
日： ○ダルビッシュ－グリン－MICHEAL

## 表彰選手
- 第1ステージMVP賞：サブロー（ロッテ）
- 第2ステージMVP賞：ダルビッシュ 有（日本ハム）
- 第2ステージ敢闘賞：里崎 智也（ロッテ）

## テレビ・ラジオ放送
ここで示す放送局のうち、衛星放送はBS・CSを含めてすべて試合終了まで延長。地上波はその都度記載。

### テレビ放送

#### 第1ステージ放送日程
第1戦（10月8日）
- チバテレビ（CTC）《千葉県ローカル》
  - 実況：石井力、 解説：倉持明、リポーター：小笠原聖（両サイド兼務）
- RKB毎日放送《福岡地区ローカル》
  - 実況：茅野正昌、解説：稲尾和久、プレーヤーズゲスト：中島裕之（西武）、リポーター：服部義夫（両サイド兼務）
- NHK衛星第1
  - 実況：田中崇裕（LK）、解説：与田剛、リポーター：大蔵哲士（ロッテサイド）、石川洋（ソフトバンクサイド）
- J sports Plus
  - 実況：大前一樹、解説：金村義明、大塚光二、リポーター：加藤暁

第2戦（10月9日）
- テレビ東京（TX）《テレビ東京系列、BSジャパンは放送なし、最大延長23:08》
  - 実況：植草朋樹、解説：藤本博史、川崎憲次郎
- J sports Plus
  - 実況：加藤暁、解説：黒江透修、橋本清 リポーター：石原敬士

第3戦（10月10日）
- テレビ東京（TX）《テレビ東京系列、BSジャパンは放送なし、最大延長23:08》
  - 実況：植草朋樹、解説：藤本博史、阿波野秀幸
- J sports Plus
  - 実況：石原敬士、解説：本西厚博、内藤尚行、リポーター・大前一樹

#### 第2ステージ放送日程
第1戦（10月13日）
- 札幌テレビ放送（STV）《北海道ローカル》
  - 実況：永井公彦、解説：西崎幸広
- テレビ埼玉（TVS）《埼玉県ローカル》
  - 実況：坂信一郎、解説：芝草宇宙

※映像はGAORAと同一、カラ出張で中継。延長なし
- NHK衛星第1
  - 実況：冨坂和男、解説：与田剛
- GAORA
  - 実況：城野昭、解説：光山英和

第2戦（10月14日）
- 北海道放送（HBC）《TBSとの2局ネット》
  - 実況：山内要一、解説：岩本勉、稲尾和久、リポート：渕上紘行（日本ハムサイド）、清水大輔（TBS、ロッテサイド）
  - 放送時間：12:54 - 17:00（HBC）、14:00 - 16:24（TBS）
- NHK衛星第1
  - 実況：福澤浩行、解説：山本和行
- GAORA
  - 実況：城野昭、解説：光山英和

第3戦（10月15日）
- 北海道テレビ放送（HTB）《テレビ朝日系列、制作：テレビ朝日、延長なし》
  - 実況：中山貴雄（EX）、解説：東尾修、栗山英樹、大塚光二、ゲスト解説：野村克也、リポーター：谷口直樹（日本ハムサイド）、清水俊輔（EX、ロッテサイド）
- NHK衛星第1
  - 実況：石川洋、解説：大島康徳
- GAORA
  - 実況：城野昭、解説：光山英和、岩本勉

第4戦（10月16日）
- 北海道テレビ放送（HTB）《テレビ朝日系列、制作：テレビ朝日、最大延長21:54》
  - 実況：清水俊輔（EX）、解説：東尾修、栗山英樹、大塚光二、ゲスト解説：野村克也、リポーター：谷口直樹（日本ハムサイド）、中山貴雄（EX、ロッテサイド）
- NHK衛星第1
  - 実況：田中崇裕、解説：今中慎二
- GAORA
  - 実況：城野昭、解説：光山英和、岩本勉

第5戦（10月18日）
- 北海道テレビ放送（HTB）《テレビ朝日系列、制作：テレビ朝日、最大延長21:54》
  - 実況：清水俊輔（EX）、解説：東尾修、栗山英樹、大塚光二、ゲスト解説：野村克也、リポーター：谷口直樹（日本ハムサイド）、中山貴雄（EX、ロッテサイド）
- NHK衛星第1
  - 実況：冨坂和男、解説：今中慎二
- GAORA
  - 実況：城野昭、解説：光山英和、岩本勉

※第5戦を放送する10月18日はこの試合とは別に日本テレビ系列でクライマックスシリーズ・セ第2ステージ「巨人×中日」戦を放送した。プロ野球中継で2試合が全国ネットとしてゴールデンタイムに地上波2局が並んで放送することは現在は非常に珍しいケースである。

### ラジオ放送

#### 第1ステージ放送日程
第1戦（10月8日）　
- TBSラジオ《関東広域圏ローカル》
  - 実況：林正浩、解説：栗山英樹、リポーター：椎野茂（ロッテサイド）、服部義夫（RKB、ソフトバンクサイド）
- 文化放送（QR）《関東広域圏ローカル》
  - 実況：高橋将市、解説：山崎裕之、リポーター：斉藤一美（ロッテサイド）、田上和延（KBC、ソフトバンクサイド）
- RKBラジオ《福岡地区ローカル》
  - 実況：櫻井浩二、解説：島田誠、リポーター：服部義夫（ソフトバンクサイドのみ）
- KBCラジオ《福岡地区ローカル》
  - 実況：小林徹夫、解説：藤原満、西村龍次、リポーター：斉藤一美（QR、ロッテサイド）、田上和延（ソフトバンクサイド）
- NHKラジオ第1（九州地区のみ）
  - 実況：福澤浩行、解説：大島康徳、リポーター：石川洋（ロッテサイド）、大蔵哲士（ソフトバンクサイド）

第2戦（10月9日）　
- TBSラジオ《関東広域圏ローカル》
  - 実況：椎野茂、解説：牛島和彦、ゲスト：山﨑武司（東北楽天ゴールデンイーグルス）、リポーター：清水大輔（ロッテサイド）、櫻井浩二（RKB、ソフトバンクサイド）
- 文化放送（QR）《STVとの2局ネット》
  - 実況：斉藤一美、解説：大塚光二、リポーター：長谷川太（ロッテサイド）、小林徹夫（KBC、ソフトバンクサイド）
- RKBラジオ《福岡地区ローカル》
  - 実況：服部義夫、解説：稲尾和久、リポーター：櫻井浩二（ソフトバンクサイドのみ）
- KBCラジオ《福岡地区ローカル》
  - 実況：田上和延、解説：藤原満、西村龍次、リポーター：長谷川太（QR、ロッテサイド）、小林徹夫（ソフトバンクサイド）
- NHKラジオ第1（九州地区のみ）
  - 実況：不明、解説：与田剛

第3戦（10月10日）　
- TBSラジオ《関東広域圏ローカル》
  - 実況：清水大輔、解説：川口和久、ゲスト：伊東勤（西武監督、この年で退任）、リポーター：初田啓介（ロッテサイド）、服部義夫（RKB、ソフトバンクサイド）
- 文化放送（QR）《STVとの2局ネット》
  - 実況：長谷川太、解説：大塚光二、リポーター：高橋将市（ロッテサイド）、田上和延（KBC、ソフトバンクサイド）
- RKBラジオ《福岡地区ローカル》
  - 実況：桜井浩二、解説：加藤伸一、リポーター：服部義夫（ソフトバンクサイドのみ）
- KBCラジオ《福岡地区ローカル》
  - 実況：小林徹夫、解説：藤原満、西村龍次、リポーター：高橋将市（QR、ロッテサイド）、田上和延（ソフトバンクサイド）
- NHKラジオ第1（九州地区のみ）
  - 実況：田中崇裕、解説：山本和行、リポーター：上野速人（ロッテサイド）、豊原謙二郎（ソフトバンクサイド）

#### 第2ステージ放送日程
第1戦（10月13日）　
- HBCラジオ《北海道ローカル》
  - 実況：川畑恒一、解説：金石昭人、リポーター：卓田和広（日本ハムサイドのみ）
- 文化放送《KBCラジオとの2局ネット》
  - 実況：飯塚治、解説：東尾修、リポーター：上野智広（両サイド兼務）
- ニッポン放送《関東広域圏ローカル》
  - 実況：山内宏明、解説：川崎憲次郎、リポーター：宮田統樹（両サイド兼務）
- NHKラジオ第1《北海道地区のみ》
  - 実況：高瀬登志彦、解説：鈴木啓示、リポーター：上野速人（日本ハムサイド）、石川洋（ロッテサイド）

※STVラジオは「ウイークエンドバラエティ 日高晤郎ショー」を優先したため中継しなかった（ただし、同日のセ・リーグクライマックスシリーズ第1ステージ第1戦「中日対阪神」を東海ラジオからのネット受けで放送）。STVラジオは裏送り体制は取らず、文化放送が第2戦以降も含めて地方局への配信担当となった。また、TBSラジオはデーゲームのためワイド番組を優先し、中継せず。
第2戦（10月14日）　
- HBCラジオ《北海道ローカル》
  - 実況：卓田和広、解説：大宮龍男、リポーター：川畑恒一（日本ハムサイドのみ）
- STVラジオ《北海道ローカル》
  - 実況：宮永真幸、解説：西本聖、リポーター：高山幸代（日本ハムサイドのみ）
- 文化放送《KBCラジオとの2局ネット》
  - 実況：槇嶋範彦、解説：東尾修、ゲスト：かわのをとや、リポーター：飯塚治（両サイド兼務）
- ニッポン放送《関東広域圏ローカル》
  - 実況：宮田統樹、解説：初芝清、リポーター：山内宏明（両サイド兼務）
- NHKラジオ第1《北海道地区のみ》
  - 実況：高瀬登志彦、解説：武田一浩、リポーター：上野速人（日本ハムサイド）、田中朋樹（ロッテサイド）

※STVラジオとニッポン放送は、同日のセ・リーグクライマックスシリーズ第1ステージ第2戦「中日対阪神」も放送。また、TBSラジオはデーゲームのためワイド番組を優先し、中継せず。
第3戦（10月15日）
- HBCラジオ《北海道ローカル》
  - 実況：川畑恒一、解説：新谷博、リポーター：山内要一（日本ハムサイドのみ）
- STVラジオ《北海道ローカル》
  - 実況：横井健一、解説：片岡篤史、リポーター：永井公彦（日本ハムサイドのみ）
- TBSラジオ《関東広域圏ローカル》
  - 実況：清水大輔、解説：川口和久、リポーター：林正浩（両サイド兼務）
- 文化放送《KBCラジオとの2局ネット》
  - 実況：上野智広、解説：山崎裕之、ゲスト：伊東勤、リポーター：槇嶋範彦（両サイド兼務）
- ニッポン放送《関東広域圏ローカル》
  - 実況：山田透、解説：初芝清、リポーター：山内宏明（両サイド兼務）
- NHKラジオ第1《全国放送》
  - 実況：冨坂和男、解説：鈴木啓示、リポーター：高瀬登志彦（日本ハムサイド）、上野速人（ロッテサイド）

※TBSラジオとニッポン放送は当初、セ・リーグクライマックスシリーズ第1ステージ第3戦「中日対阪神」を放送する予定であったが、同カードは第2戦で決着したため、この試合の中継が実現できた。
第4戦（10月16日）
- HBCラジオ《北海道ローカル》
  - 実況：山内要一、解説：新谷博、リポーター：卓田和広（日本ハムサイドのみ）
- STVラジオ《北海道ローカル》
  - 実況：宮永真幸、解説：阿波野秀幸、リポーター：岡本博憲（日本ハムサイドのみ）
- TBSラジオ《関東広域圏ローカル》
  - 実況：林正浩、解説：槙原寛己、ゲスト：山﨑武司（楽天）、リポーター：清水大輔（両サイド兼務）
- 文化放送《KBCラジオとの2局ネット》
  - 実況：松島茂、解説：山崎裕之、ゲスト：伊東勤、リポーター：菅野詩朗（両サイド兼務）
- ニッポン放送《関東広域圏ローカル》
  - 実況：山内宏明、解説：初芝清、リポーター：山田透（両サイド兼務）
- NHKラジオ第1《全国放送》
  - 実況：福澤浩行、解説：大野豊、リポーター：高瀬登志彦（日本ハムサイド）、冨坂和男（ロッテサイド）

第5戦（10月18日）　
- HBCラジオ《北海道ローカル》
  - 実況：川畑恒一、解説：金石昭人、リポーター：山内要一（日本ハムサイドのみ）
- STVラジオ《北海道ローカル》
  - 実況：永井公彦、解説：西崎幸広、リポーター：藤井孝太郎（日本ハムサイドのみ）
- 文化放送・KBCラジオ《KBCラジオとの2局ネット》
  - 実況：菅野詩朗、解説：山崎裕之、ゲスト：伊東勤、リポーター：松島茂（両サイド兼務）
- NHKラジオ第1《東海地区除く》
  - 実況：田中崇裕、解説：与田剛、リポーター：高瀬登志彦（日本ハムサイド）、福澤浩行（ロッテサイド）

※TBSラジオとニッポン放送はセ・リーグクライマックスシリーズ第2ステージ第1戦「巨人対中日」を放送したため、予備待機のみ。NHKラジオ第1放送でも東海地区では同カードに差し替えられた。